# Idaea eremiata
Idaea eremiata är en fjärilsart som beskrevs av George Duryea Hulst 1887. Idaea eremiata ingår i släktet Idaea och familjen mätare. Inga underarter finns listade i Catalogue of Life.